# ヘプタプレニル二リン酸シンターゼ
ヘプタプレニル二リン酸シンターゼ(heptaprenyl diphosphate synthase)はメナキノンの合成に関わるプレニル基転移酵素の1つで、次の化学反応を触媒する酵素である。
(2E,6E)-ファルネシル二リン酸 + 4 イソペンテニル二リン酸 {\displaystyle \rightleftharpoons } 4 二リン酸 + all-trans-ヘプタプレニル二リン酸
組織名は(2E,6E)-farnesyl-diphosphate:isopentenyl-diphosphate farnesyltranstransferase (adding 4 isopentenyl units)である。

## 分布
枯草菌で見出されている。

## 構造
枯草菌のヘプタプレニル二リン酸シンターゼはヘテロ2量体で構成されている
。